# 贝尔纳多·奥希金斯将军解放者大道

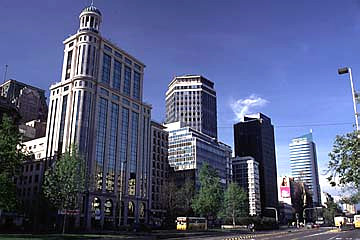
贝尔纳多·奥希金斯将军解放者大道

贝尔纳多·奥希金斯将军解放者大道（西班牙語：Avenida Libertador General Bernardo O'Higgins)，俗称阿拉梅达（La Alameda，意为杨树林荫道），是智利圣地亚哥城市中心的一条主干道，东西走向，长7.77公里， 双向5车道。 以智利的国父贝尔纳多·奥希金斯命名。它最初是马波乔河的一条支流。

## 历史
这条大道位于原马波乔河支流的河床上，于1560年至1580年间即已干涸。西班牙人将这种地貌称为“干河床”（Cañadas），因此最初的名称为Cañada.。长期以来，这里一直用作垃圾填埋场，直到智利独立的第一年，由贝尔纳多•奥希金斯改建成一条大道，命名为Alameda de las Delicias.